# Macenta (prefectura de Guinea)
Macenta es una prefectura de la región de Nzérékoré de Guinea, con una población censada en marzo de 2014 de 278 456 habitantes. Está formada por las siguientes subprefecturas, que igualmente se muestran con población censada en marzo de 2014:
- Balizia 14,692
- Binikala 17,687
- Bofossou 13,803
- Daro 14,545
- Fassankoni 13,892
- Kouankan 30,225
- Koyamah 25,012
- Macenta 65,755
- N'Zébéla 16,268
- Ourémai 9,002
- Panziazou 8,440
- Sengbédou 13,764
- Sérédou 20,249
- Vasérédou 8,603
- Watanka 6,519[1]